# Bubny (rejon wilejski)
Bubny (biał. Бубны; ros. Бубны) – wieś na Białorusi, w obwodzie mińskim, w rejonie wilejskim, w sielsowiecie Dołhinów.
Znajduje się tu parafialna cerkiew prawosławna pw. Opieki Matki Bożej.

## Historia
W czasach zaborów w granicach Imperium Rosyjskiego.
W latach 1921–1945 wieś leżała w Polsce, w województwie nowogródzkim (od 1926 w województwie wileńskim), w powiecie duniłowickim (od 1926 w powiecie wilejskim), w gminie Budsław.
Według Powszechnego Spisu Ludności z 1921 roku zamieszkiwało tu 313 osób, 61 było wyznania rzymskokatolickiego, 246 prawosławnego, a 6 mojżeszowego. Jednocześnie 17 mieszkańców zadeklarowało polską przynależność narodową, a 296 białoruską. Było tu 58 budynków mieszkalnych. W 1931 w 58 domach zamieszkiwały 344 osoby.
Miejscowość należała do parafii rzymskokatolickiej w Budsławiu i prawosławnej w Krzywiczach. Podlegała pod Sąd Grodzki w Krzywiczach i Okręgowy w Wilnie; właściwy urząd pocztowy mieścił się w Budsławiu.
W 1940 władze sowieckie utworzyły sielsowiet Bubny, a wieś stała się siedzibą władz sielsowietu. W 1954 miejscowość weszła w skład sielsowietu Wołkołatka, a w 1973 w skład sielsowietu Dołhiłów.